# پژتولانکا
پژتولانکا (به لهستانی:  Przytulanka) یک روستا در لهستان است که در گمینا مونگکی واقع شده‌است. پژتولانکا ۳۸۰ نفر جمعیت دارد.